# Mingus Three
Mingus Three (також зучтрічається Trio) — альбом американського басиста, композитора і бенд-лідера Чарльза Мінґуса з піаністом Гемптоном Хоузом і барабанщиком Денні Річмондом, записаний у 1957 році і вперше виданий на лейблі Jubilee.

## Відгуки
В огляді Allmusic зазначалося: «Найчастіше його можна почути у великих ансамблях і рідко в контексті тріо, Чарльз Мінґус об'єднав зусилля з піаністом Гемптоном Гоузом на цьому студійному записі 1957 року. До платівки увійшли чотири стандарти, два оригінальні твори басиста та джем гурту, який приписують Хоузу. Хоча тут немає нічого особливо прикметного чи вражаючого, стосунки між двома позірними співлідерами є гарним прикладом групової динаміки, коли пошана між двома вольовими індивідуалістами перетворюється на певний компроміс. Барабанщик Денні Річмонд — не стільки миротворець і навіть не посередник, скільки людина зі здоровим глуздом, яка фактично згуртовує цю тріаду в єдине ціле, охолоджуючи вугілля своєю впевненою, вольовою грою. Якою б складною не була музика Мінґуса, приємно чути, що він робить у більш спрощеній сфері. Його 'Back Home Blues' настільки простий, що його бас виходить назовні, в той час як хіт Мінґуса 'Dizzy Moods' глибший в межах легшого свінгу, що дозволяє темним кольорам повністю, але повільно розквітнути. Річмонд накладає тамбурин на 'Dizzy Moods' і модні 'A Night in Tunisia' і 'Summertime', в той час як більш швидкий 'Hamp's New Blues' звучить без особливих зусиль, підбадьорюваний акцентами барабанщика. Гоуз блищить у своїй позолоченій, переробленій концепції 'Yesterdays', навмисно плутаючи зміни у перших кількох тактах, перш ніж заспокоїтися, а також сповільнюючи вічнозелену 'I Can't Get Started' Вернона Дюка (яка завжди була улюбленою піснею Мінґуса) до повзучого темпу. Найбільш інтригуюча добірка з'являється наприкінці, коли звучить 'Laura', похідна від 'Tea for Two', з витривалим піаніно Мінґуса, що виспівує про уявну жінку, яка стала реальною завдяки цій пронизливій пісні. Шість років по тому Мінґус, Дюк Еллінгтон і Макс Роуч запишуть суперечливу роботу тріо Money Jungle, тож багато в чому цей альбом є прелюдією до цієї зіркової комбінації, одночасно і з одного пострілу, і, безумовно, з побічної лінії кар'єри всіх цих блискучих джазменів».

## Трек-лист
Всі композиції написані Чарльзом Мінґусом, окрім зазначених.
| #  | Назва                 | Автор музики                                | Тривалість |
| -- | --------------------- | ------------------------------------------- | ---------- |
| 1. | «Yesterdays»          | Отто Гарбах, Джером Керн                    | 4:13       |
| 2. | «Back Home Blues»     | Чарльз Мінґус                               | 5:29       |
| 3. | «I Can't Get Started» | Вернон Дюк, Айра Гершвін                    | 6:28       |
| 4. | «Hamp's New Blues»    | Гемптон Гоуз                                | 3:52       |
| 5. | «Summertime»          | Джордж Гершвін, Айра Гершвін, Дюбоз Гейворд | 4:28       |
| 6. | «Dizzy Moods»         | Чарльз Мінґус                               | 6:51       |
| 7. | «Laura»               | Джонні Мерсер, Девід Раксін                 | 6:33       |

## Персоналії
- Чарльз Мінґус — бас
- Гемптон Гоуз — піаніно
- Денні Річмонд — барабани, тамбурин